# Vorschmack
Vorschmack o forshmak (del arcaico alemán Vorschmack, "anticipo" o "aperitivo") es un plato originalmente de Europa del Este hecho de pescado o carne picada salada. Diferentes variantes de este plato son especialmente comunes en la Judía Ashkenazi y en la finlandesa. También se conocen algunas variedades en las cocinas ucraniana, polaca y rusa.

## En la cocina judía
Según Gil Marks, el nombre alemán apunta al posible origen alemán de este plato. William Pokhlyobkin lo describe como un aperitivo caliente originalmente de Prusia Oriental que estaba hecho de arenque. El plato fue adoptado y llevado hacia el este por los judíos asquenazíes que lo transformaron en un aperitivo frío, un paté hecho de arenque en escabeche picado. Mientras que el nombre forshmak se hizo común en Ucrania (en yidis: פֿאָרשמאַק‎, en ucraniano: форшмак), Polonia y Lituania Los judíos solían llamarlo arenque gehakte ("arenque picado").
Las recetas tradicionales incluyen huevo duro picado, cebolla y manzana fresca rallada. A veces también se añaden patatas. El aperitivo suele servirse como ensalada o para untar en pan, galletas o kichlach. (galletas). También puede comerse en el desayuno o como plato principal, normalmente con patatas hervidas.

## En la cocina rusa

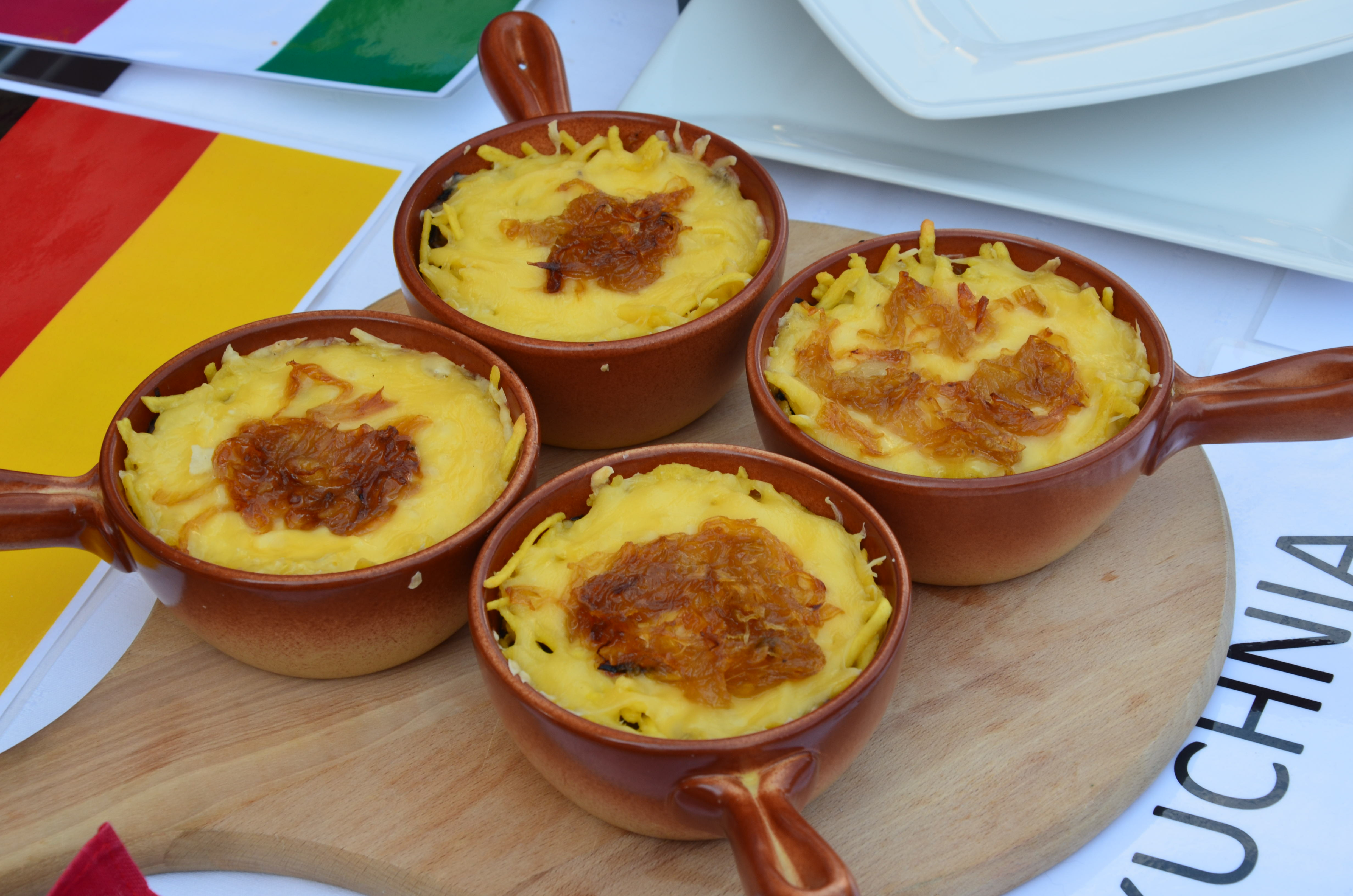
Vorschmack al horno

Aunque hoy en día el vorschmack se asocia principalmente a la cocina judía en Rusia, históricamente se conocían allí diferentes versiones de este plato (en ruso: форшмак). Normalmente se trataba de zakuski calientes (aperitivos) o platos para el desayuno. El libro Un regalo para las jóvenes amas de casa, es un libro de cocina clásica rusa de Elena Molojovéts, que contiene tres recetas de vorschmack caliente en su primera edición (1861), a las que se añadieron más variantes en ediciones posteriores. En una de las recetas, se pica carne (de ternera o de vaca), arenque, pan blanco y cebollas, y se mezcla con smetana (crema agria) o nata y se hornea. Otras recetas incluyen sólo arenque (sin carne), así como otros ingredientes, como patatas, huevos y manzanas. Recetas aun más elaboradas con mayores detalles sobre las técnicas culinarias se pueden consultar en otro libro de cocina clásico ruso, Los fundamentos prácticos del arte culinario (1899–1916) de Pelaguéya Aleksándrova-Ignátieva. Allí se propone colocar la mezcla de ingredientes picados dentro de un kalach, cubrirla con queso rallado y hornearlo para gratinarlo. Otras recetas similares se enuentran en el libro Cookery (1955), un destacado libro de la cocina soviética.

## En la cocina finlandesa

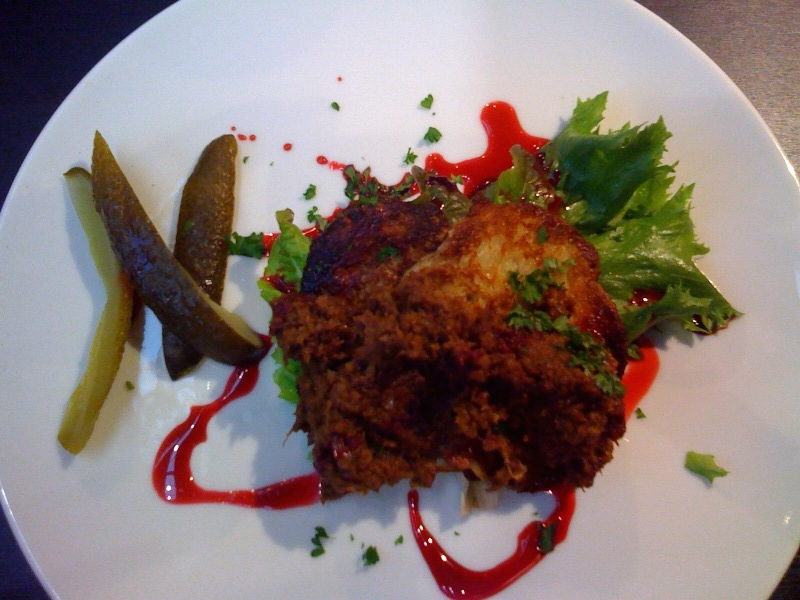
Un plato de vorschmack al estilo finlandés adornado con pepinillos

En la cocina finlandesa, el vorschmack se suele preparar con carne picada, anchoas o arenques y cebollas. El plato se suele adornar con patatas, pepinillos y smetana (crema agria). Generalmente se acompaña el vorschmack con snaps. Algunas recetas incluyen coñac.
Hay varias historias sobre el origen del plato, pero se ha convertido en un plato tradicional finlandés ya que fue uno de los aperitivos favoritos del presidente finlandés, estadista, héroe de guerra y gourmet Marshall Gustaf Mannerheim. Algunas fuentes dicen que Mannerheim trajo el plato a Finlandia desde Polonia o Rusia, pero no ha habido fuentes definitivas para estas afirmaciones.
El restaurante Savoy en el último piso de uno de los edificios alrededor de Esplanadi en el centro de Helsinki es famoso por su vorschmack. El restaurante solía ser frecuentado por Mannerheim y la mesa de Mannerheim en el Savoy siempre estaba reservada y, por respeto, nadie consideraría pedir un asiento allí. El Savoy todavía hoy mantiene una decoración y un menú de estilo similar al de los días de Mannerheim.